# In de clinch
In de clinch is een Nederlandse komedieserie uit 1999 die voor twee seizoenen werd uitgezonden door de NCRV.
Centraal in deze sitcom staat de moeizame relatie tussen broer Huub Witteveen (Hajo Bruins) en zus Tess (Frédérique Huydts), een redactrice bij het weekblad 'Mensen van nu'.

## Cast
- Frédérique Huydts - Tess Witteveen
- Hajo Bruins - Huub Witteveen
- Sabrina van Halderen - Goesje
- Ellis van den Brink - Corinne Kellendonk
- Hero Muller - Ober Olaf
- Erik Arens - Rico
- Ingeborg Elzevier - Moeder

## Afleveringen

### Seizoen 1
1. Kom binnen
2. Wat niet weet
3. Is er iets?
4. Standbye
5. Eert uw pa en ma
6. De herinnering blijft
7. Me Tarzan, you Jane
8. Centje pijn
9. Broederliefde
10. Eerste hulp
11. Oude liefde roest
12. Is dat alles?
13. Burenhulp
14. Sorry sorry sorry
15. Wiens brood men eet
16. Standby
17. Jingle bells

### Seizoen 2
1. In de clinch (1)
2. Niks wat het lijkt
3. En wat is hierop uw antwoord?
4. Brainwash
5. Pa's grote (k)nul
6. Twee druppels
7. Mondjes dicht
8. De naakte waarheid
9. Arme Herman, arme Jeanne
10. Donderkopje
11. Spoelt u maar
12. Balthasar
13. Have yourself a merry Christmas